# 寧波工程学院
寧波工程学院（ねいはこうていがくいん、英語: Ningbo University of Technology）は、中国浙江省寧波市に本部を置く中国の公立大学。1983年創立、2004年大学設置。
大学の略称は寧工。2020年3月時点では、学校の面積は1800畝、本科生13470余人、教職員875人。

## 略歴
寧波工程学院は1983年に設置された寧波高等専科学校が前身である。
1988年、浙江省汽車運転技術学校（寧波分校）は寧波交通技術学校に改建された。1999年、寧波交通高級技工学校に改称。
1995年、寧波交通学校を設立。
2000年、寧波交通学校、寧波交通高級技工学校が統合し、「寧波交通職業技術学院」となる。
2001年、寧波交通職業技術学院に合併され、寧波高等専科学校と改称。
2004年5月19日、教育部は寧波高等専科学校が寧波工程学院に昇格することに同意すると通知した。
2012年3月29日、寧波工程学院と同済大学は協力して杭州湾新区汽車学院を建設た。

## 基礎データ
- 所在地
  - 浙江省寧波市江北区風華校区風華路201号
  - 浙江省寧波市海曙区翠柏校区
  - 浙江省寧波市慈渓市杭州湾校区

- 校訓
  - 「知行合一」。

- 校歌
  - 「寧波工程学院校歌」。作詞：黄昌年。作曲：呉軍。

## 組織
「学院」も「系」も日本の大学の学部にほぼ相当する。「学部」は「学院」と「系」の上の編成で、実体はなく、日本の「学部」とは位置付けが異なっている。妙訳がないのでそのまま記す。
- 電子・信息工程学院
- 建築工程学院
- 機械工程学院
- 交通学院
- 化学工程学院
- 材料学院
- 理学院
- 経済管理学院
- 外国語学院
- 人文学院
- 国際交流学院
- 成人教育学院
- 社会科学部
- 体育教学部

## 附属機関

### 附属図書館
- 図書館 - 蔵書数は全館合計で約132.9万冊。

## 大学の人物一覧

### 教授
- 学長：呂忠達
- 党委書記：蘇志剛

## 対外関係
- 日本
  - 日本文理大学